# Ело
Ѐло (на италиански: Ello, на западноломбардски: El, Ел) е село и община в Северна Италия, провинция Леко, регион Ломбардия. Разположено е на 411 m надморска височина. Населението на общината е 1227 души (към 2014 г.).